# Panfilo

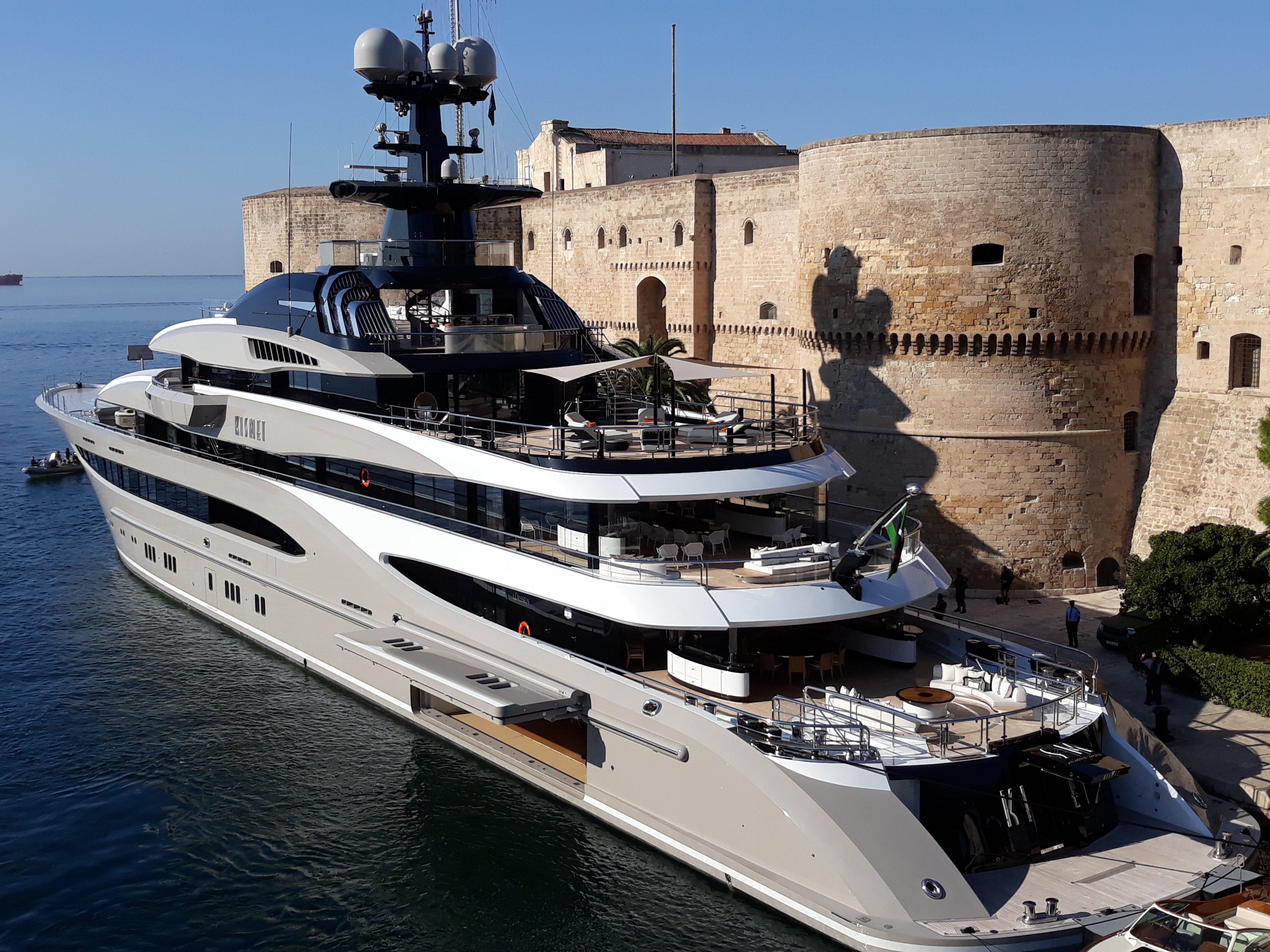
Panfilo attraccato alla banchina del castello Aragonese di Taranto

Con il termine pànfilo o yacht (AFI: [ˈjɔt]) si riferisce comunemente a unità da diporto di diverse dimensioni e pesi, dotate di alloggi confortevoli e, frequentemente, di allestimenti eleganti. Tuttavia, non esiste una definizione univoca nella normativa ufficiale.
La parola yacht deriva dall'olandese jacht, che significa "caccia". Nelle marine militari nordiche del XVII secolo, questo tipo di unità leggera e veloce aveva funzioni sia esplorative sia di trasporto.
Le aziende produttrici si pongono l'obiettivo di sviluppare imbarcazioni caratterizzate da elevate prestazioni in termini di velocità, leggerezza e maneggevolezza. Alla fine del 2012, il fatturato della produzione italiana in questo settore si attestava a circa 2,7-2,8 miliardi di euro.

## Storia

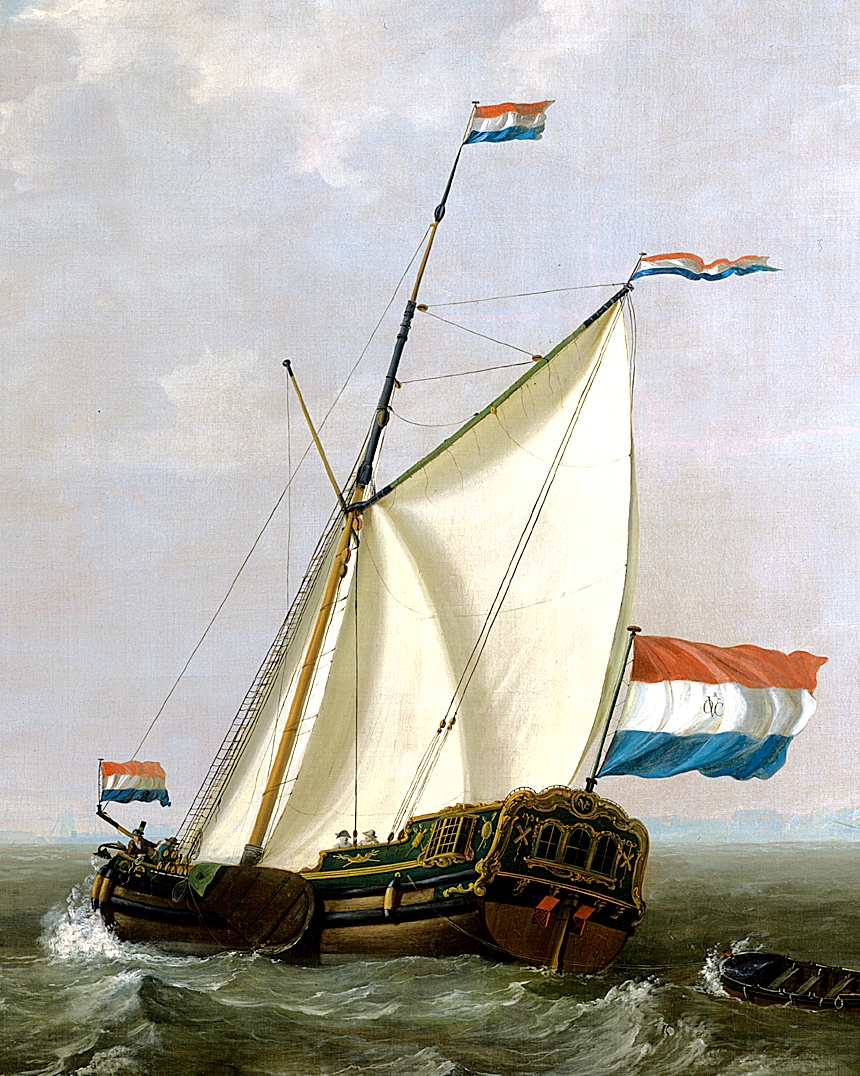
Jacob van Strij - Yacht olandese del XVIII secolo, appartenente alla Compagnia olandese delle Indie orientali.

La data di nascita dello yacht viene fatta risalire al regno di Carlo II d'Inghilterra, quando la necessità di percorrere correnti impetuose, come canali e fiumi con il loro estuario, e il costante terrore dei pirati, che difficilmente si sarebbero spinti in quei bracci di mare così insidiosi, stimolò lo studio e la costruzione di imbarcazioni veloci e maneggevoli a fondo quasi piatto. Queste imbarcazioni erano munite di due derive laterali, indispensabili per bilanciare la spinta del vento al traverso sulle vele ed evitare lo scarrocciamento, e vennero utilizzate dalla Marina Olandese per perseguire pirati e trasgressori in tutte le acque poco profonde dei Paesi Bassi.
Nel 1660, dopo la morte di Cromwell, il re Carlo II d'Inghilterra in un pubblico discorso lodò le qualità dello "jaght" con il quale aveva fatto ritorno in patria dopo il lungo esilio nei Paesi Bassi, esprimendo il desiderio di commissionare la costruzione di una di queste imbarcazioni per navigare il Tamigi. Per ingraziarsi il nuovo re, le alte cariche olandesi provvidero immediatamente a recapitargliene una del tutto identica a quelle utilizzate durante il suo esilio. Chiamato "Mary" in onore della sorella del re, lo yacht era governato da poco più di 20 uomini, lungo poco più di 16 metri e armato con 10 cannoni. Durante il suo regno, Carlo commissionò 24 yacht reali, costituendo la prima flotta da diporto della storia. Data l'esclusività di questa imbarcazione e la crescente competitività, il famoso maestro d'ascia Christopher Pett costruì, sempre per il re, il "Catherine", mentre Peter Pett varò "Anne" per il fratello del re, duca di York.
Inizialmente i panfili erano un privilegio dell'aristocrazia. Fra i nobili italiani possessori di panfilo ricordiamo Ippolito Pindemonte che corse "l'ampio regno de' venti" fra Sicilia, Malta e Grecia sulla sua barca a vela nel 1776.

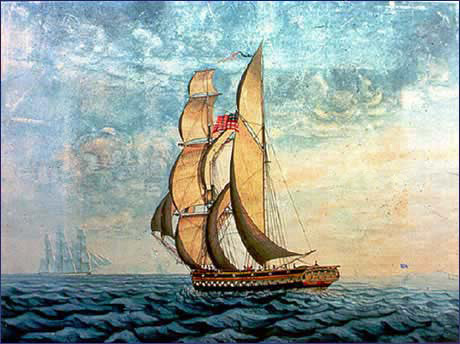
Il Cleopatra's Barge nel 1818

Tuttavia, se in Europa i panfili rimanevano un lusso quasi esclusivamente nobiliare, negli Stati Uniti d'America i milionari iniziarono a costruirsi panfili paragonabili a quelli dell'aristocrazia europea. Fra i primi yacht americani ci fu il Cleopatra's Barge, varato nel 1816 a Salem, Massachusetts per George Crowininshield Jr..
La diffusione degli yacht fra l'aristocrazia fece nascere la voglia di competizione e nacquero così le prime regate, fra cui la settimana di Cowes che si tiene dal 1826.
Nei primi decenni dell'Ottocento nacquero anche gli yacht club, in particolare il Royal Yacht Squadron (1815) e il New York Yacht Club (1844). In Italia, il primo yacht club nacque a Genova, nel 1879, per iniziativa di un gruppo di appassionati capeggiati da Augusto Vittorio Vecchi.
Da allora, passando dai grandi yacht a vapore con scafo di ferro ad oggi, la forma dello scafo, l'attrezzatura, i mezzi di propulsione e i materiali di costruzione hanno subito grandi cambiamenti, soprattutto a seconda del tipo di impiego. L'introduzione del vapore, ad esempio, determinò la distinzione fra panfili di lusso (che da allora saranno a motore termico) e panfili da regata (che naturalmente rimarranno a vela).
Uno dei primi panfili privati a vapore fu il North Star I di Cornelius Vanderbilt, costruito nel 1853 a New York. Esso misurava 82 metri e teneva una velocità media di 13 nodi..

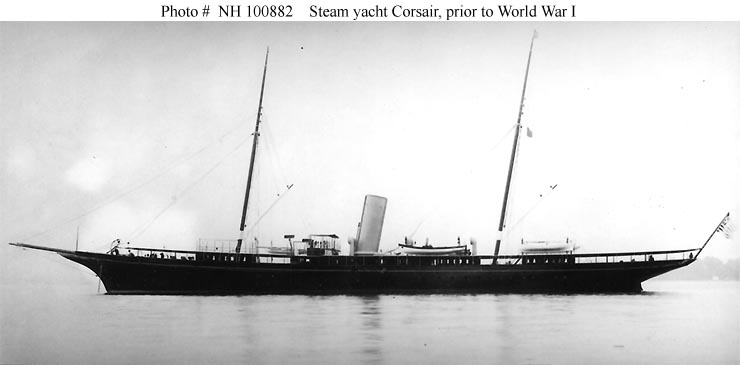
Il Corsair III di J.P. Morgan

James Gordon Bennett Jr. si costruì due panfili di un lusso sfrenato: il Namouna nel 1882 e poi il piroscafo Lysistrata nel 1900. Quest'ultimo aveva una linea slanciata molto elegante ed era lungo ben 96 metri. A bordo c'era un bagno turco e la stalla per la mucca che forniva latte fresco tutti i giorni.
Un altro magnate che ostentava la propria ricchezza attraverso i panfili fu John Pierpont Morgan, che possedette tre yachts successivamente, tutti chiamati Corsair, e sempre più grandi. L'ultimo, il Corsair III, era stato costruito nel 1898 ed era un battello a vapore di 93 metri, che raggiungeva i 19 nodi.
Il panfilo privato più sontuoso della Belle Époque però è considerato il Margarita del banchiere Anthony Joseph Drexel, costruito nel 1900 e che misurava cento metri di lunghezza. Questa nave aveva ogni comodità: riscaldamento a vapore; un sistema di ventilazione forzata; gruppi elettrogeni per alimentare le 800 lampadine di bordo ed una macchina per produrre 550 chili di ghiaccio al giorno.
Dopo la prima guerra mondiale si passò dal motore a vapore a quello diesel. Fra i primi panfili a montare il nuovo tipo di propulsori ci fu l'Ara di William Kissam Vanderbilt, convertito a Diesel nel 1922.

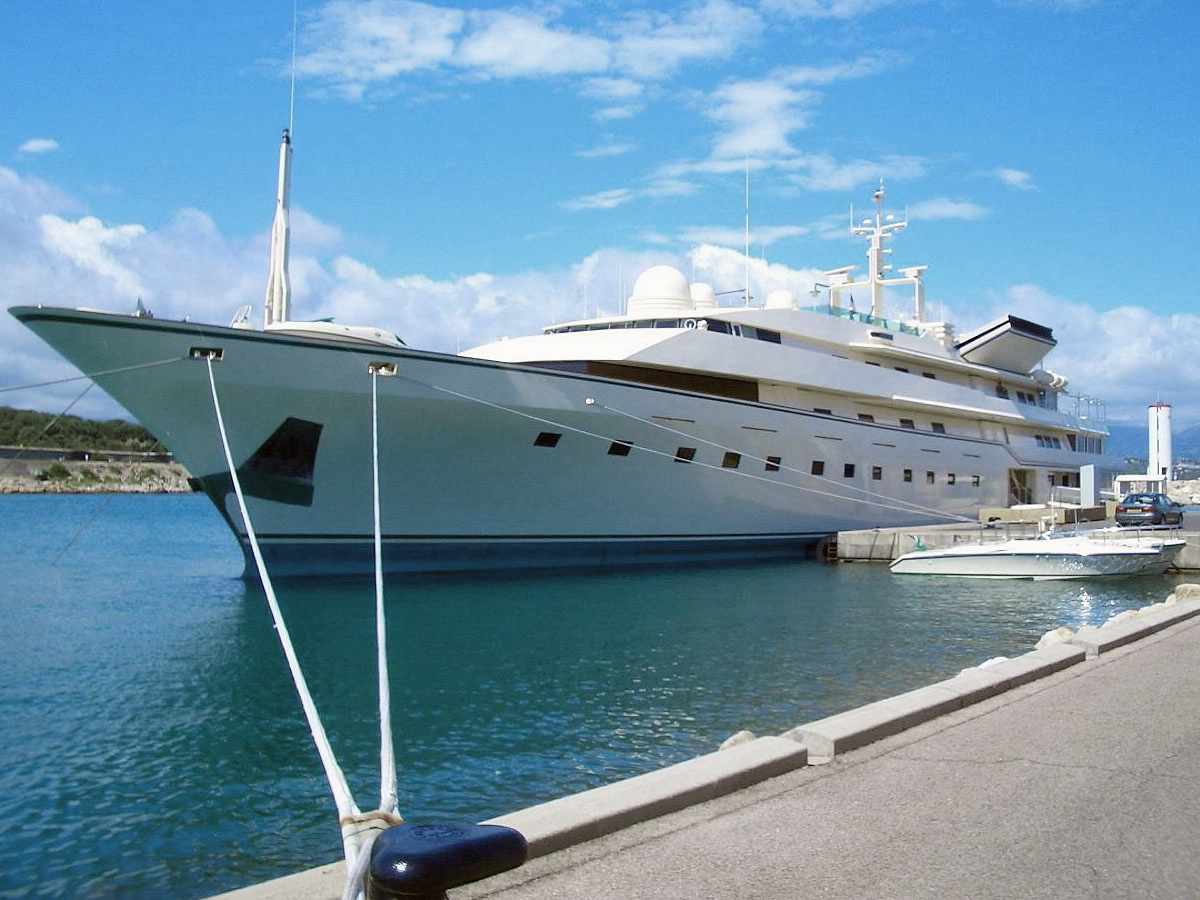
Il Nabila, appartenuto ad Adnan Khashoggi, e ora ribattezzato Kingdom 5KR

Nel 1931 il Savarona III dell'ereditiera Emily Roebling Cadwalader era il più grande panfilo privato mai costruito: misurava 125 metri e raggiungeva i 17 nodi. Dopo alcuni anni, tuttavia, la proprietaria lo cedette al governo turco ed è tuttora il panfilo presidenziale di quel paese.
In effetti, a causa della Grande depressione e poi delle distruzioni conseguenti la seconda guerra mondiale, ostentare la propria ricchezza era divenuto inopportuno e controproducente. Perciò per alcuni decenni non vennero più costruite imbarcazioni "faraoniche".
È esemplare in questo senso che il più famoso panfilo degli anni sessanta e settanta, il Christina O di Aristotele Onassis, fosse un residuato bellico canadese riconvertito.
Nel 1979 i cantieri Benetti di Viareggio vararono il Nabila per il petroliere saudita Adnan Khashoggi: si trattava di un panfilo rivoluzionario che aprì l'era dei moderni megayachts.
In occasione del Monaco Yacht Show, nel 2019 è stato presentato per la prima volta un panfilo che funziona grazie alla tecnologia ad idrogeno-elettrico della misura di 112 metri chiamato Aqua. È stato sviluppato dallo studio Sinot Yacht Architecture.
Nel 2021 un’azienda svizzera, la Swiss Sustainable Yachts AG, ha costruito un panfilo a idrogeno dotato anche di pannelli solari con autonomia illimitata e batterie agli ioni di litio chiamato Aquon One.

## Classificazione
La classificazione delle imbarcazioni viene effettuata principalmente a seconda della lunghezza secondo le norme UNI EN ISO 8666.
In particolare, si parla di imbarcazione da diporto quando questa viene utilizzata esclusivamente per scopi ricreativi o eventi sportivi, ma non per fini di lucro; è questo il caso degli yacht. Nella classificazione del Registro italiano navale ne vengono indicate tre tipologie principali: Motor Yacht (imbarcazione a motore), Vela e Motor Sailer (avente sia motore che vela).
La forma delle carene varia a seconda che si tratti di imbarcazioni da corsa, le quali vengono appositamente progettate per una maggiore velocità, oppure di barche da crociera, in cui prevale soprattutto la qualità dei materiali utilizzati.

## Materiali di costruzione

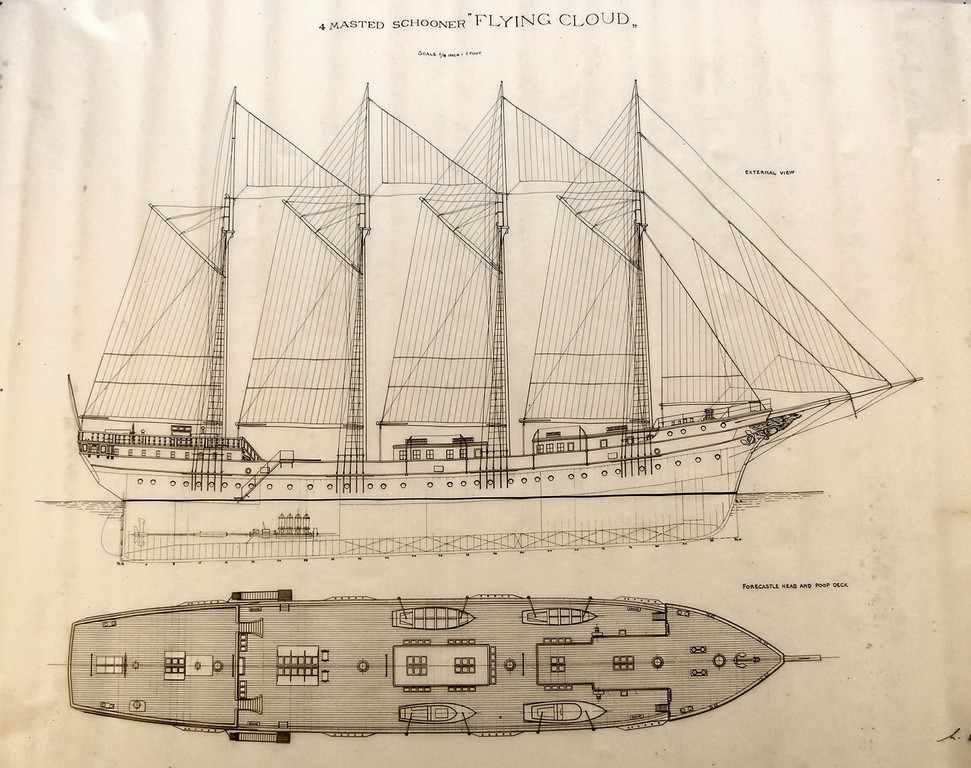
Yacht Flying Cloud, disegno, 1927

Fino al 1950 la quasi totalità degli yacht era costruita con materiali in legno o acciaio per gli scafi più grandi; la scelta dei materiali è poi diventata molto più ampia. Oggi, essendo la leggerezza un fattore fondamentale, le imbarcazioni di questo tipo vengono solitamente costruite in materiale composito fino a una lunghezza massima di circa 50mt, oltre i quali si prediligono materiali metallici.
I materiali utilizzati oggi sono:
- Materiali compositi
- Legno
- Metalli

### Materiali compositi

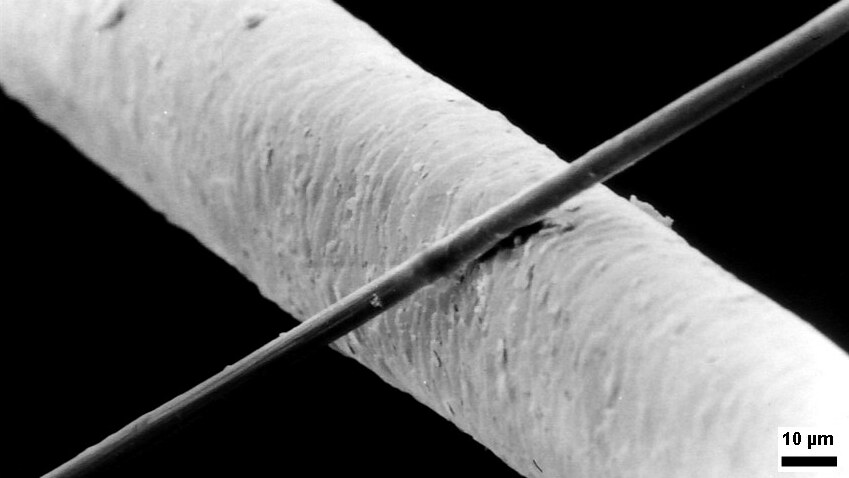
Fibra di carbonio (più scura e sottile) a confronto con un capello umano (più chiaro e spesso).

Vengono definiti compositi tutti quei materiali di natura non omogenea all'interno dei quali è possibile individuare due elementi fondamentali: le fibre, che rappresentano la parte strutturale, e le resine, che garantiscono la coesione tra i vari strati.

#### Fibre
Le fibre più utilizzate per la produzione degli yacht sono la fibra di vetro, la fibra di kevlar e la fibra di carbonio, che, a seconda della diversa disposizione e del diverso metodo di tessitura, presentano caratteristiche differenti:
- Tessitura mat[13]: questo tipo di rinforzo, concepito per la stratificazione a mano, viene normalmente utilizzato per i primi 3 strati. Con tale materiale si producono strati con una buona resistenza al taglio interlaminare.
- Tessitura unidirezionale: questo tipo di tessitura viene utilizzata normalmente nelle ordinate e nei paramezzali. I nastri unidirezionali hanno bassa resistenza e quindi si adattano male a superﬁci con geometria complessa.
- Tessitura a 0°/90°: questa è la tessitura più comunemente utilizzata, data l'ampia gamma di proprietà che presenta a seconda della lavorazione a cui viene sottoposta.
- Tessitura multiassiale: questo tipo di processo è quello meno utilizzato dato l'alto costo dei macchinari necessari e i lunghi tempi di produzione. Rispetto ai precedenti, questo tipo di tessuto presenta migliori proprietà meccaniche.

#### Resine
Le resine possono presentare varie viscosità a seconda del tipo di lavorazione e al tipo di catalizzazione che permette di raggiungere il giusto grado di durezza. Normalmente applicate a seconda del tipo di lavorazione e delle fibre, le resine più utilizzate per la produzione degli yacht sono:
- Resina poliestere: è stata una delle prime resine ad essere utilizzate durante la lavorazione e continua tutt'oggi ad essere molto utilizzata grazie a un ottimo rapporto qualità/prezzo. Ha la caratteristica di risentire meno, rispetto alle altre resine, della temperatura e dell'umidità durante l'applicazione, mantenendo pressoché inalterate le proprie caratteristiche.
- Resina vinilestere a base poliestere: ha un uso più specifico ed ha proprietà meccaniche qualitativamente superiori rispetto alla precedente.
- Resina vinilestere a base epossidica: a differenza della precedente, oltre alle migliori performance meccaniche, presenta minori problemi di osmosi ed ha un'ottima repellenza all'acqua. Associata a fibre in kevlar e carbonio, oltre alle fibre in vetro, ha le sue massime prestazioni.
- Resina epossidica: sicuramente la più costosa e la più performante rispetto alle precedenti, è quella più delicata perché risente maggiormente dell'umidità, della temperatura e del rapporto di catalisi durante l'applicazione. In caso di rottura, a differenza delle altre, non può essere riparata o modificata con altri tipi di resina.

#### Prepreg
Questa tipologia innovativa di materiali è composta da fibre impregnate in sede industriale con un processo che, oltre ad impiegare il giusto quantitativo di resine fenoliche diminuendo di conseguenza il peso del manufatto, le dispone in modo uniforme, risolvendo inoltre il problema fissato dai tempi di catalizzazione delle resine nelle normali tecniche di stratificazione. Altri vantaggi vengono riscontrati anche durante la lavorazione, grazie ad ambienti meno saturi di gas sprigionati dalla tradizionale stratificazione. Per essere utilizzato questo tipo di materiale necessita però di personale e attrezzature idonei al loro trattamento.

### Legno
Il legno è il materiale utilizzato tradizionalmente nella costruzione delle imbarcazioni. Il processo di costruzione avviene tramite tavole con giunti calafatati oppure tramite fasciame stratificato come compensato di mogano, impiallacciature o legni marini pregiati. Ultimamente, sono state presentate imbarcazioni che uniscono al processo tradizionale di costruzione in legno i materiali compositi tramite stratificazione alternata di questi ultimi. Questa soluzione può essere un buon punto di equilibrio tra costo e mantenimento, per imbarcazioni al di sotto dei 24 m, e tra leggerezza e solidità per quanto riguarda l'impatto ambientale, grazie alla minore quantità di sostanze chimiche rilasciata nell'aria durante le varie fasi costruttive.

### Metalli
Per i mega yacht vengono impiegati i metalli, che penalizzano le prestazioni ma riescono a sopportare bene le forze in gioco dovute sia al peso che alla lunghezza. Solitamente vengono utilizzate leghe di alluminio, come il Sealium e l'Alustar, sia per la sovrastruttura sia, in alcuni casi, per lo scafo, normalmente composto da leghe in acciaio marino. Rispetto ai materiali compositi, i metalli hanno il vantaggio di avere una maggiore durata nel tempo e offrono, in caso di danni allo scafo, la possibilità di riparazione.

## Processi di costruzione

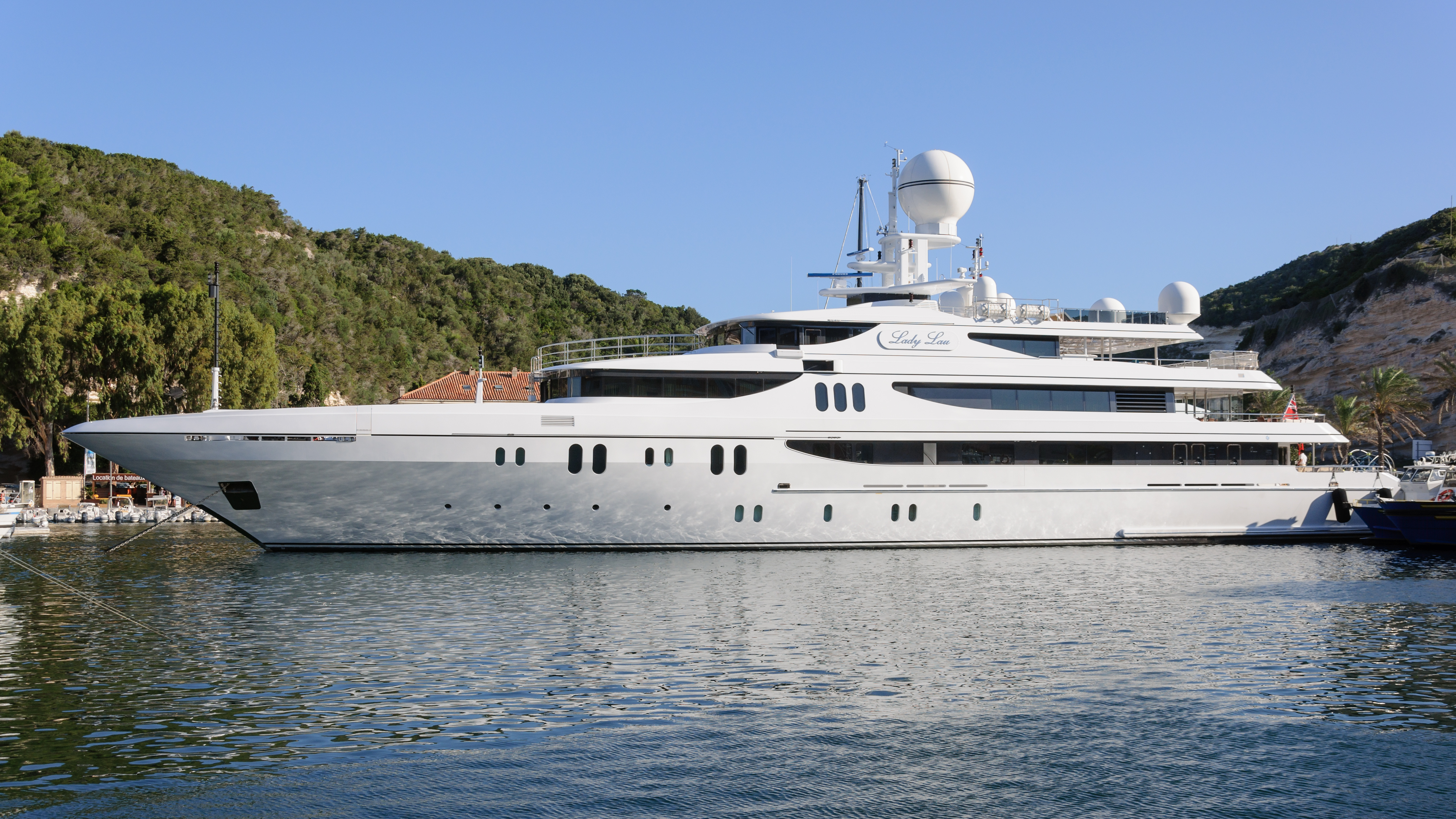
Lady Lau, yacht costruito nel 2010.

Nei moderni processi di costruzione, il primo passo che viene effettuato per la realizzazione di una qualsiasi imbarcazione è la progettazione, la visualizzazione e le prove effettuate attraverso modelli 3D realizzati al computer. La progettazione comprende le specifiche, la progettazione della carena, delle sovrastrutture, delle appendici, della propulsione, delle dimensioni strutturali, dell'impiantistica e infine degli allestimenti interni ed esterni. I modelli 3D realizzati vengono quindi visualizzati nelle varie sezioni dettagliate e vengono sottoposti a prove a computer, tra cui risalta la prova di stabilità che determina in modo esatto peso e baricentro. Dai modelli 3D si passa alla realizzazione del modellino in scala, per poter effettuare in vasche i vari collaudi, verificando la capacità al moto, la capacità di tenuta al mare, le linee d'acqua e le linee estetiche, valutando infine le ultime modifiche da apportare ai modelli digitali. Da questo punto in poi, si inizia ad organizzare il ciclo produttivo vero e proprio.

### Costruzione stampi
Mentre per la produzione dello scafo in legno o in metallo si eseguono i processi di costruzione tradizionali, per lo yacht in resina, i cui costi di investimento e i tempi di realizzazione sono ridotti, i vari modelli vengono realizzati in appositi stampi “negativi” in poliuretano e/o polistirene, rinforzati tramite grossi pianali in legno, dai quali verranno ricavate tutte le componenti "positive" (scafo, coperta, ecc.). I processi di costruzione più tecnologici utilizzano poi macchine robotizzate a controllo numerico, con cui effettuano tagli laser secondo i modelli 3D, realizzando tutte le varie sezioni trasversali in legno che andranno a comporre lo scheletro vero e proprio dello yacht, sia per le sovrastrutture che per lo scafo, e tutte le componenti accessorie necessarie all'assemblaggio dell'imbarcazione. Il modello "maschio" dello scafo appena costruito viene ricoperto di fasciame in compensato di pioppo, successivamente carrozzato in maniera perfetta in modo tale da poter essere utilizzato per la costruzione degli stampi “negativi”. Prima dell'inizio della lavorazione, vengono posizionati i tamponi, successivamente utili per esempio per il montaggio degli oblò, delle eliche di manovra prodiere, degli idrogetti, e di tutto ciò che richiede il tipo di modello in costruzione. Per le imbarcazioni one-off, lo stampo viene utilizzato una volta sola, rendendo l'imbarcazione unica.

### Laminazioni
Terminata la costruzione degli stampi, si passa all'applicazione dei distaccanti, come cera o alcool polivinilico, che sigilla le microporosità ancora presenti sullo stampo, lo protegge da abrasioni causate dallo sfregamento e crea uno strato antiaderente che permette un perfetto distaccamento tra il pezzo finito e lo stampo sul quale viene prodotto. Verificato il giusto grado di distaccamento, si comincia a verniciare la superficie, applicando il gelcoat (un materiale in grado di creare uno strato superficiale liscio, compatto e privo di porosità che protegge il manufatto dagli agenti atmosferici e dagli ultravioletti) manualmente a pennello e rullo o a spruzzo, alcuni strati di mat e strati di fibre composite in varie tramature, o laminati in composito prepreg, ultimando in questo modo la cosiddetta “prima pelle”. Per il consolidamento del fasciame vengono applicati espansi a densità variabile in pvc, balsa, poliuretano o materiali a "nido d'ape", ottenendo in questo modo scafi robusti, rigidi e al contempo leggeri che completano questa struttura di tipo "sandwich". Questo tipo di lavorazione viene eseguita in base ai calcoli dello sforzo esercitato su ciascun piano di laminazione e ripetuta sovrapponendo più strati fino al completamento. Se è stato utilizzato come materiale il prepreg, il tutto viene compattato sottovuoto, mediante apposite sacche a tenuta e successivamente cotto nell'apposito forno modulare, altrimenti le stampate vengono lasciate asciugare negli stampi per alcuni giorni.

### Strutture interne
Una volta pronto, lo scafo viene rimosso dallo stampo e collocato nell'area produttiva, dove si preparano le strutture interne come longitudinali, trasversali, madieri, fissaggio delle paratie strutturali e di quelle anticollisione solide e stagne. Realizzata l'intelaiatura usando poliuretano o espansi, vengono costruite tutte le nervature come bagli, costole e anguille, anche queste laminate a seconda delle necessità. Prima di eseguire l'accoppiamento tra scafo e coperta, tramite fascettatura e adesivi strutturali, vengono realizzati i serbatoi per i liquidi (acqua, carburante, olii, acque nere, acque grigie, ecc.), si installano gli apparati motori, principali e ausiliari, che possono essere del tipo a combustione interna, ad accensione comandata o Diesel ad alto numero di giri e si assemblano le sovrastrutture. Si passa infine alla finitura e alla verniciatura esterna, utilizzando vernici di qualsiasi tipo fino ad arrivare ad utilizzarne tipi speciali, come per il famoso yacht "RC" dello stilista Roberto Cavalli, che cambia le sue sfumature di colore a seconda della luce riflessa.

### Arredi interni
Per gli arredi degli interni, e in particolare per la disposizione del layout, per i materiali utilizzati e per le soluzioni stilistiche, vengono realizzate soluzioni su misura per ogni singolo armatore grazie ad architetti interamente dedicati, sia interni che esterni all'azienda. Per imbarcazioni di piccole dimensioni solitamente si lascia al cliente la possibilità di scegliere il colore degli interni, lasciando invariate le geometrie standard, mantenendo in questo modo un ottimo rapporto qualità prezzo. L'ultima fase consiste nell'allestimento dell'elettronica di bordo e delle attrezzature di coperta.

## Manutenzione e mantenimento
La manutenzione della barca è un fattore fondamentale e da non sottovalutare, sia per allungare la vita dell'imbarcazione che per la sicurezza in mare. Ogni barca possiede un diverso tipo di manutenzione ordinaria che varia a seconda dei materiali utilizzati per la costruzione e delle vernici applicate. Il mantenimento dell'imbarcazione comincia dalle operazioni più semplici e ordinarie, come la lucidatura degli acciai e della catena con prodotti specifici, fino ad arrivare alla completa pulizia dell'opera morta e delle sovrastrutture. Si passa poi alla pulizia della carena, tramite lavaggio con acqua ad alta pressione ed eventualmente la disincrostazione. Durante le fasi di mantenimento bisogna controllare scrupolosamente lo stato generale di usura e, nelle imbarcazioni in materiali compositi, l'eventuale presenza di vesciche sulla carena. Ultimati i processi di pulizia, si applicano smalti antivegetativi e si controllano le componentistiche interne come il livello della batteria, le verifiche di funzionamento dei vari quadri elettrici, il controllo dei motori e soprattutto degli apparati ausiliari.

## Panfili celebri
Panfili storici:
- HMY Victoria and Albert II, panfilo reale britannico.
- Aigle, panfilo imperiale francese.
- SMS Greif, panfilo imperiale austro-ungarico.
- SMY Hohenzollern, panfilo imperiale germanico.
- Štandart, panfilo imperiale russo.
- Savoia, panfilo reale italiano.
- Germania, panfilo della famiglia Krupp.
- Elettra, panfilo di Guglielmo Marconi, usato come laboratorio.
- HMY Britannia, panfilo reale britannico.
- Agamemnon, panfilo dell'armatore greco Eugenides, affittato dal re degli Elleni per la "crociera dei re" del 1954.
- Istranka, panfilo del dittatore Tito.[19]
- Christina O, panfilo dell'armatore Aristotele Onassis.
- Nabila, panfilo del petroliere Adnan Khashoggi.

### Panfili più lunghi del mondo
I panfili più lunghi del mondo al 2021 sono i seguenti:
1. Azzam, che si presume sia del principe saudita al-Walid bin Talal (180 m)[21]
2. Fulk Al Salamah della dinastia Al Bu Sa'idi (164 m)
3. Eclipse di Roman Abramovič (163 m)
4. Dubai dell'emiro di Dubai Mohammed bin Rashid Al Maktum (162 m)
5. Dilbar di Ališer Usmanov (156 m)
6. Al Said del sultano Abd al-Aziz dell'Arabia Saudita (155 m)
7. Prince Abdulaziz del re dell'Arabia Saudita Abd Allah bin Abd al-Aziz Al Saudi (147 m)
8. A+ di Mansur bin Zayd Al Nahyan (in passato denominato Topaz, 147 m)[22]
9. El Mahrousa della Marina Egiziana (145,72 m)
10. Nord di Alexei Mordashov (142 m)
11. Yas di Hamdan bin Zayed bin Sultan Al Nahyan (141 m)
12. Ocean Victory di Viktor Rashnikov (140 m)
13. Scheherazade (140 m)
14. Al Salamah del principe Sultan bin Abdul Aziz (139 m)
15. Solaris di Roman Abramovič (138,96 m)
16. Rising Sun di David Geffen (138m)
17. Savarona, panfilo presidenziale turco (136 m)
18. Flying Fox di Jeff Bezos        (136 m)
19. Crescent (135,50 m)
20. Serene di Mohammad bin Salman Al Sa'ud (134m)
21. Al Mirqab dello sceicco Hamad bin Jaber Al Thani (133 m)
22. Octopus di Jody Allen (126 m)
23. Maryah di Tahnoun bin Zayed Al Nahyan (125 m)
24. Katara di Hamad bin Khalifa Al Thani (124,40 m)
25. Golden Odyssey di Khalid bin Sultan Al Sa'ud  (123,20 m)
26. Al Lusail di Tamim bin Hamad Al Thani (123 m)